# Celmisia similis
Celmisia similis là một loài thực vật có hoa trong họ Cúc. Loài này được Given mô tả khoa học đầu tiên năm 1969.